# Этилциклогексан
Этилциклогексан — органическое вещество класса циклоалканов с химической формулой C8H16

## Строение
По своему строению этилциклогексан относится к моноциклическим углеводородам со средним размером цикла. Он представляет собой циклогексан, у которого один атом водорода замещен этильной группой.
Данное вещество существует в конформации кресла. Такая конформация наиболее симметрична и каждый атом углерода в цикле имеет по две неэквивалентные связи С—Н. Связи, которые расположены параллельно вертикальной оси симметрии третьего порядка — аксиальные, а те, что ориентированы под углом 109,5 ° относительно оси — экваториальные.

## Свойства
Этилциклогексан — бесцветная жидкость с температурой кипения 129,4 °С, температурой плавления -111 °С и плотностью 0,779 г/см3.
По химическим свойствам этилциклогексан похож на алкан. Он может вступать в реакции галогенирования, нитрования, сульфохлорирования и др. В реакции окисления вступает только в жестких условиях, образуя соответствующий циклический спирт, кетон или дикарбоновую кислоту (в случае разрыва цикла). В присутствии катализаторов дегидрируется с образованием этилбензола:
{\displaystyle {\mathsf {C_{6}H_{11}C_{2}H_{5}{\xrightarrow[{}]{t,p,Ni}}C_{6}H_{5}C_{2}H_{5}+3H_{2}}}}

## Получение
Этилциклогексан содержится в нефтепродуктах и выделяется из них в промышленном масштабе. Также возможно его получение каталитическим гидрированием этилбензола:
{\displaystyle {\mathsf {C_{6}H_{5}C_{2}H_{5}+3H_{2}{\xrightarrow[{}]{t,p,Ni}}C_{6}H_{11}C_{2}H_{5}}}}